# Fang Fang
Fang Fang (en chinois : 方方, en pinyin : Fāng Fāng) est une écrivaine chinoise, de son nom de naissance Wang Fang (en chinois : 汪芳, en pinyin : Wāng Fāng), née à Nankin le 11 mai 1955. Elle préside depuis 2007 l’association des écrivains du Hubei. Vivant à Wuhan pendant la crise du Covid-19, elle a publié chaque jour sur Weibo une chronique de sa vie dans sa ville sous quarantaine.

## Biographie
Née en 1955 à Nankin, Wang Fang, âgée de deux ans, déménage avec sa famille à Wuhan, où elle vit depuis. Après avoir obtenu son diplôme d'études secondaires en 1974, elle travaille comme ouvrière pendant plusieurs années. Elle commence à écrire en 1975. En 1978, deux ans après la fin de la révolution culturelle, lorsque les universités rouvrent leurs portes, elle rejoint l'université de Wuhan, où elle étudie la littérature chinoise jusqu'en 1982. Après avoir obtenu son diplôme, elle est affectée au département des séries télévisées de la chaîne de télévision de la province de Hubei en tant que scénariste. En parallèle, elle écrit son premier roman. Sa notoriété augmente en 1987 avec 风景 Fēngjǐng, pour laquelle elle reçoit le « Prix national du meilleur roman » en 1989 (全国中篇小说优秀作品奖 Quánguó zhōngbiān xiǎoshuō yōuxiù zuòpǐn jiǎng). Ce récit est considéré comme l'une des premières œuvres du néoréalisme, qui émerge alors en Chine. En 1988, elle se marie et un an plus tard, elle donne naissance à une fille. Après onze ans de mariage, elle divorce en 1999. 
Elle écrit plus de quatre-vingts romans et essais, et est plusieurs fois primée. En 1989, elle est admise à l'association des écrivains de Hubei, dont elle devient ultérieurement présidente. Elle est également membre du comité national de l'association des écrivains chinois, ainsi que présidente et rédactrice en chef d'un magazine artistique et littéraire Yangtze.
Pendant la période de confinement due à la pandémie de Covid-19, elle rédige un journal de Wuhan (武汉日记), compte-rendu quotidien de la ville confinée, sur les médias sociaux,. Elle se heurte à des réactions hostiles des médias chinois, d'autant plus que diverses traductions sont annoncées en Occident,,,,,.

## Distinction
- 2020 : BBC 100 Women[12].

## Œuvres (sélection)
- Une vue splendide (trad. par Dany Filion), Philippe Picquier, 1995 (Picquier poche). (风景 Fēngjǐng)
- Soleil du crépuscule (trad. par Geneviève Imbot-Bichet et Yu Hua), Stock, 1999. (落日 Luòrì)
- Début fatal (trad. par Geneviève Imbot-Bichet), Stock, 2001. (我的开始就是我的结束 Wǒde kāishǐ jiù shì wǒde jié shù)
- Funérailles molles, L’Asiathèque, 2019, 468p.  (ISBN 978-2-36057-184-0), publié en Chine en 2016, prix Lu Yao 2017.
- Wuhan, ville close, cette traduction de sa chronique est annoncée début septembre 2020 par son éditeur français habituel, Stock[13].

## Prix
- Prix Émile-Guimet de littérature asiatique 2020 pour Funérailles molles.